# 王津平
王津平（1946年—2019年9月7日），生於台灣台北市，為中國統一聯盟發起人與主席、中華基金會董事長。

## 生平
王津平畢業於淡江大學，1972年至美國留學，期間參與保釣運動。取得學位後回淡江大學任教，曾任淡江大學山地服務社指導老師，對莫那能一生影響很大。任教期間參與發行刊物，鼓吹中國統一。
1988年，參與中國統一聯盟的創立，曾三度任主席。在期間發起過多場遊行活動。
2019年，因癌症在北京病逝。

## 家庭
生有一子一女。其子王正，任中華青年發展聯合會理事长。